# Erwin ten Hove
Erwin ten Hove (8 januari 1982) is een Nederlandse schaatscoach en oud-schaatser. Ten Hove is lid van IJsvereniging De Eemsmond. 

## Biografie
Ten Hove was van seizoen 2002/2003 tot 2010 coach van VPZ als assistent-coach van Sijtje van der Lende. Tegelijk startte hij in 2004 een eigen initiatief als zelfstandig trainer van de Schaatsacademie Groningen. Eén van deze talenten was Lennart Velema. Na het opheffen van VPZ was hij tussen seizoen 2010-2011 en 2016 coach van de nieuw opgerichte Team Anker-ploeg die al gauw door ging als het iSkate Development Team. Dit was een schaatstalentenopleiding die samenwerkte met Team Beslist.nl. Een jaar later ontstond het schaatsinstituut iSkate, een voortzetting, maar Ten Hove besloot om na de KNSB Cup eind oktober 2016 in Groningen de verbintenis te verbreken om vanaf december 2016 te coachen bij Team Victorie.
Sinds de zomer van 2017 is hij met broer Martin coach bij Team IKO, dat aanvankelijk sponsorloos startte als Team Ten Hove. In december 2021 testte hij positief op het coronavirus waardoor hij in Salt Lake City moest blijven.
Team IKO
Joy Beune · Stijn van de Bunt · Mats van den Bos · Sebas Diniz · Michelle de Jong · Robin Groot · Pien Hersman · Marten Liiv · Dai Dai N'tab · Jesse Speijers · Bart Swings · Kayo Vos
Coach: Erwin ten Hove · Martin ten Hove · Erik Bouwman